# Меловой (Волгоградская область)
Меловой — хутор в Старополтавском районе Волгоградской области России. Входит в состав Новотихоновского сельского поселения.

## История
В 1966 году хутор Меловой был передан из состава Валуевского сельсовета в новообразованный Тихановский сельсовета, который впоследствии был переименован сперва в Посевной сельсовет, а затем в Новотихоновский сельсовет.

## География
Хутор находится в северо-восточной части Волгоградской области, в степной зоне, на првом берегу реки Солянка, на расстоянии примерно 28 километров (по прямой) к югу от села Старая Полтавка, административного центра района.
Часовой пояс
Хутор Меловой, как и вся Волгоградская область, находится в часовой зоне МСК (московское время). Смещение применяемого времени относительно UTC составляет +3:00.

## Население
| 2010 |
| ---- |
| 84   |

Гендерный состав
По данным Всероссийской переписи населения 2010 года в гендерной структуре населения мужчины составляли 50 %, женщины — соответственно также 50 %.
Национальный состав
Согласно результатам переписи 2002 года, в национальной структуре населения казахи составляли 62 %.

## Улицы
Уличная сеть хутора состоит из трёх улиц.